# 518 TCN
518 TCN là một năm trong lịch La Mã.